# Utah Grizzlies
Die Utah Grizzlies waren ein Eishockeyteam in der International Hockey League und der American Hockey League, das in West Valley City im E Center beheimatet war.

## Geschichte
In Salt Lake City waren zwischen 1984 und 1994 die Salt Lake Golden Eagles beheimatet, die in der IHL spielten und 1994 nach Detroit umzogen. Die Utah Grizzlies gingen aus dem Umzug der Denver Grizzlies nach Salt Lake City hervor. Diese Standortveränderung wurde durch den Umzug der Québec Nordiques nach Colorado nötig, die seit 1995 als Colorado Avalanche in Denver spielen.
Im ersten Jahr des Bestehens der Franchise gewannen die Grizzlies den Turner Cup, den Meisterschaftspokal der IHL. Auch nach dem Umzug nach Denver setzte sich der Erfolg des Teams fort. Im Playoff-Finale besiegten die Grizzlies die Orlando Solar Bears mit 4:0 und gewannen so den Turner Cup der Saison 1995/96. Das vierte Spiel der Best-of-Seven-Serie wurde im Delta Center ausgetragen, wo 17.381 Zuschauer den Titelgewinn der Grizzlies erlebten und damit einen Zuschauerrekord für Minor-League-Eishockeyspiele setzte.
Nach der Auflösung der IHL 2001 wurden die Grizzlies in AHL aufgenommen, konnte aber nicht an die Erfolge in der IHL anknüpfen. Für die Saison 2005/06 beantragte das Management der Grizzlies den freiwilligen Rückzug der Mannschaft aus der AHL, um einen neuen Eigentümer für das Franchise zu finden. Im März 2006 stellte Dan Gilbert, der neue Besitzer des Franchises, der auch das NBA-Franchise der Cleveland Cavaliers besitzt, seine Pläne für den Umzug der Grizzlies nach Cleveland vor. In Cleveland hatten bis 2006 die Cleveland Barons gespielt. Unter dem neuen Namen Lake Erie Monsters nahmen die ehemaligen Grizzlies die AHL-Saison 2007/08 in Angriff.

## Saisonstatistik
Abkürzungen: GP = Spiele, W = Siege, L = Niederlagen, T = Unentschieden, OTL = Niederlagen nach Overtime SOL = Niederlagen nach Shootout, Pts = Punkte, GF = Erzielte Tore, GA = Gegentore
| Saison  | GP | W  | L  | T | OTL | Pts | GF  | GA  | Platz         | Playoffs                                                   |
| 1994/95 | 81 | 57 | 18 | — | 6   | 120 | 339 | 235 | 1., Southwest | Sieg im Finale, 4:0 (Kansas)                               |
| 1995/96 | 82 | 49 | 29 | — | 4   | 102 | 291 | 232 | 2., Southwest | Sieg im Finale, 4:0 (Orlando)                              |
| 1996/97 | 82 | 43 | 33 | — | 6   | 92  | 259 | 254 | 3., Southwest | Niederlage im Conference-Semifinal, 0:4 (Long Beach)       |
| 1997/98 | 82 | 47 | 27 | — | 8   | 102 | 276 | 234 | 3., Southwest | Niederlage im Conference-Quarterfinal, 1:3 (Kansas)        |
| 1998/99 | 82 | 39 | 34 | — | 9   | 87  | 244 | 254 | 3., Southwest | nicht qualifiziert                                         |
| 1999/00 | 82 | 45 | 25 | — | 12  | 102 | 265 | 220 | 2., West      | Niederlage im Conference-Quarterfinal, 1:4 (Houston)       |
| 2000/01 | 82 | 38 | 36 | — | 8   | 84  | 208 | 220 | 4., West      | nicht qualifiziert                                         |
| 2001/02 | 80 | 40 | 29 | 6 | 5   | 91  | 240 | 225 | 3., West      | Niederlage im Conference-Quarterfinal, 2:3 (Houston)       |
| 2002/03 | 80 | 37 | 34 | 4 | 5   | 83  | 227 | 243 | 5., West      | Niederlage in Conference Qualification, 0:2 (Wilkes-Barre) |
| 2003/04 | 80 | 27 | 42 | 6 | 5   | 65  | 162 | 230 | 7., West      | nicht qualifiziert                                         |
| 2004/05 | 80 | 23 | 50 | 5 | 2   | 53  | 156 | 265 | 7., West      | nicht qualifiziert                                         |